# Family Cup
Family Cup to coroczny cykl zawodów dla amatorów w dyscyplinach takich jak: narciarstwo zjazdowe, narciarstwo biegowe, snowboard, kolarstwo górskie, tenis oraz pływanie.
Zawody te odbywają się nieprzerwanie od 1996 roku. W ramach każdej z edycji Family Cup organizowany jest cykl eliminacji (mistrzostw regionalnych) obejmujący swym zasięgiem całą Polskę, a na koniec każdej edycji organizowany jest ogólnopolski finał. W roku 2008 odbyło się ponad 60 imprez; w roku 2009 – ok. 65.
Dzięki umowom z Polskim Związkiem Narciarskim, Polskim Związkiem Snowboardu, Polskim Związkiem Kolarskim i Polskim Związkiem Tenisowym zawody posiadają oficjalny status Mistrzostw Polski Amatorów. Zawody od kilku lat objęte są honorowym patronatem Prezydenta RP, który rokrocznie funduje Puchar Dla Najbardziej Usportowionej Rodziny w Polsce (przyznawany najlepszej rodzinie startującej w największej liczbie edycji zawodów).
Regulaminy, idea i logistyka przekazana została również Słowakom i Czechom, którzy od wielu lat organizują imprezy również pod nazwą Family Cup.
Zawody Family Cup to propozycja dla najprawdziwszych amatorów, a szczególnie całych rodzin, które za własne pieniądze, dla własnego zdrowia i przyjemności lubią uprawiać sport. Mimo stworzonej możliwości udziału osób indywidualnych, zawsze najcenniejszą i najbardziej honorowaną jest klasyfikacja rodzinna.